# Libichov
Libichov je vesnice v okrese Mladá Boleslav, část obce Dobrovice. Nachází se 3,5 kilometru jihozápadně od Dobrovice. Vesnicí vede silnice I/38.

## Historie
První písemná zmínka o vesnici pochází z roku 1446.
V roce 1850, kdy vznikly obce jako samosprávné celky, byl Libichov osadou obce Němčice. Od roku 1880 do roku 1985 byl samostatnou obcí, od 1. ledna 1986 je součástí města Dobrovice.

## Další fotografie

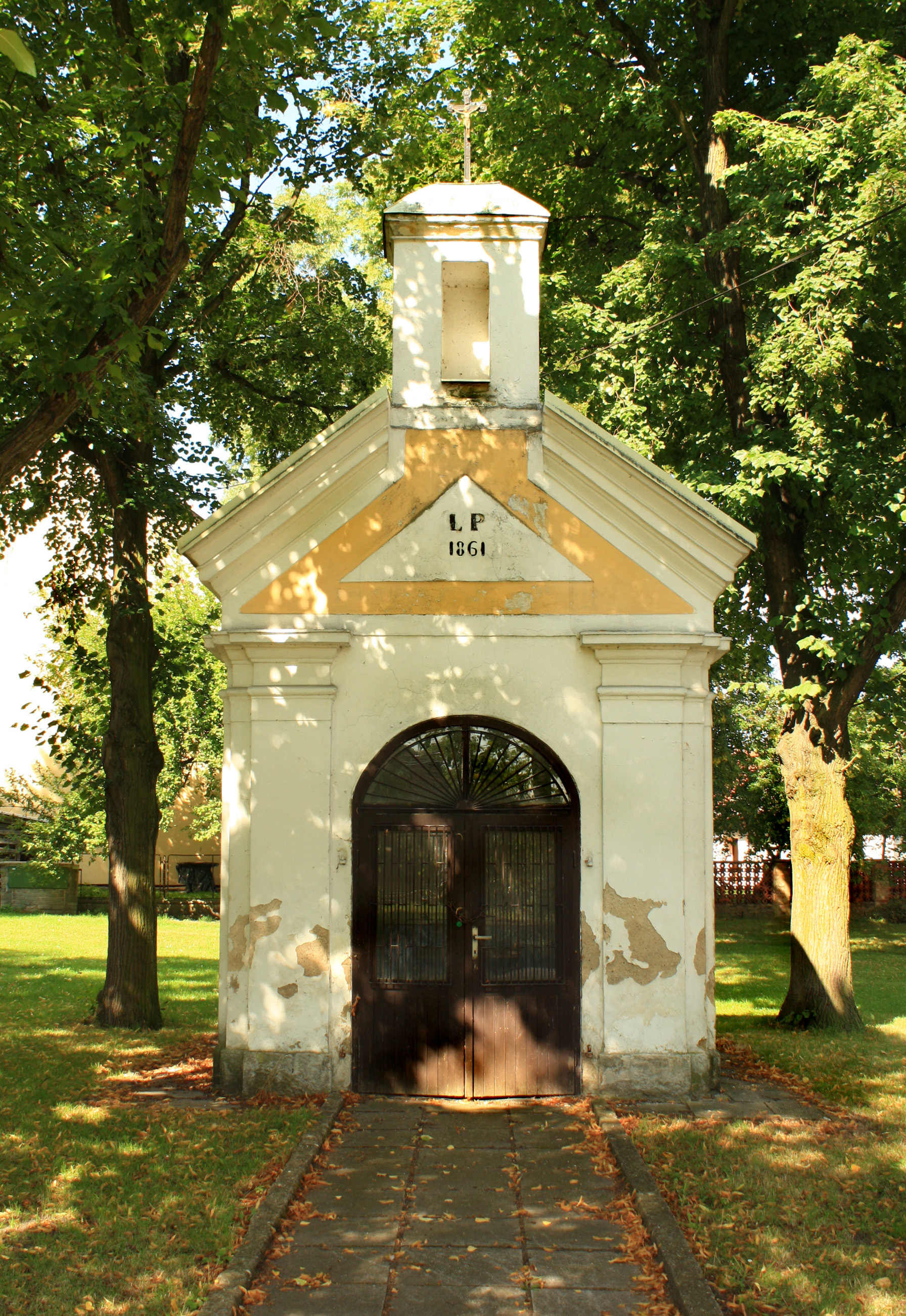
Kaplička ve stínu
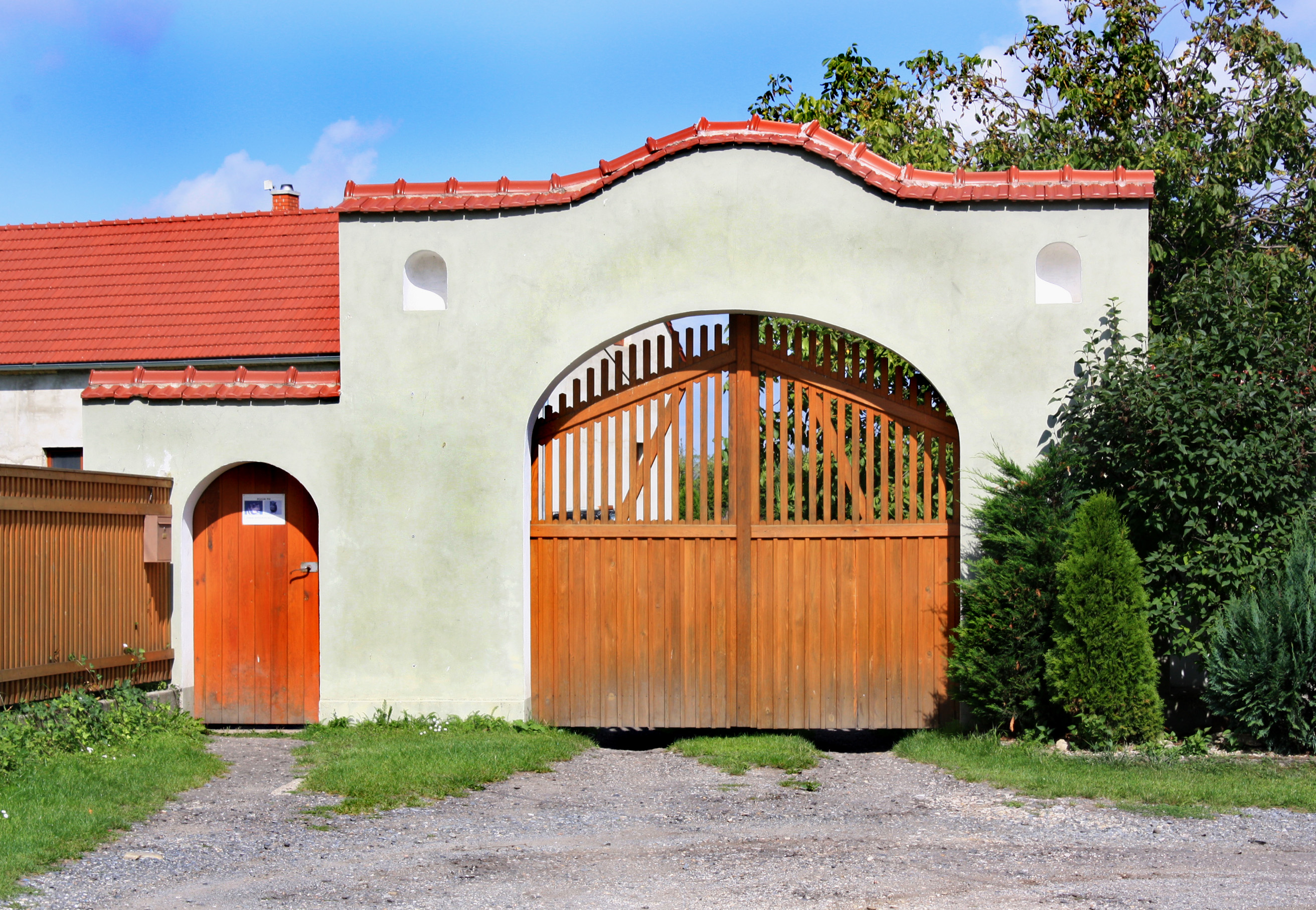
Barokní brána
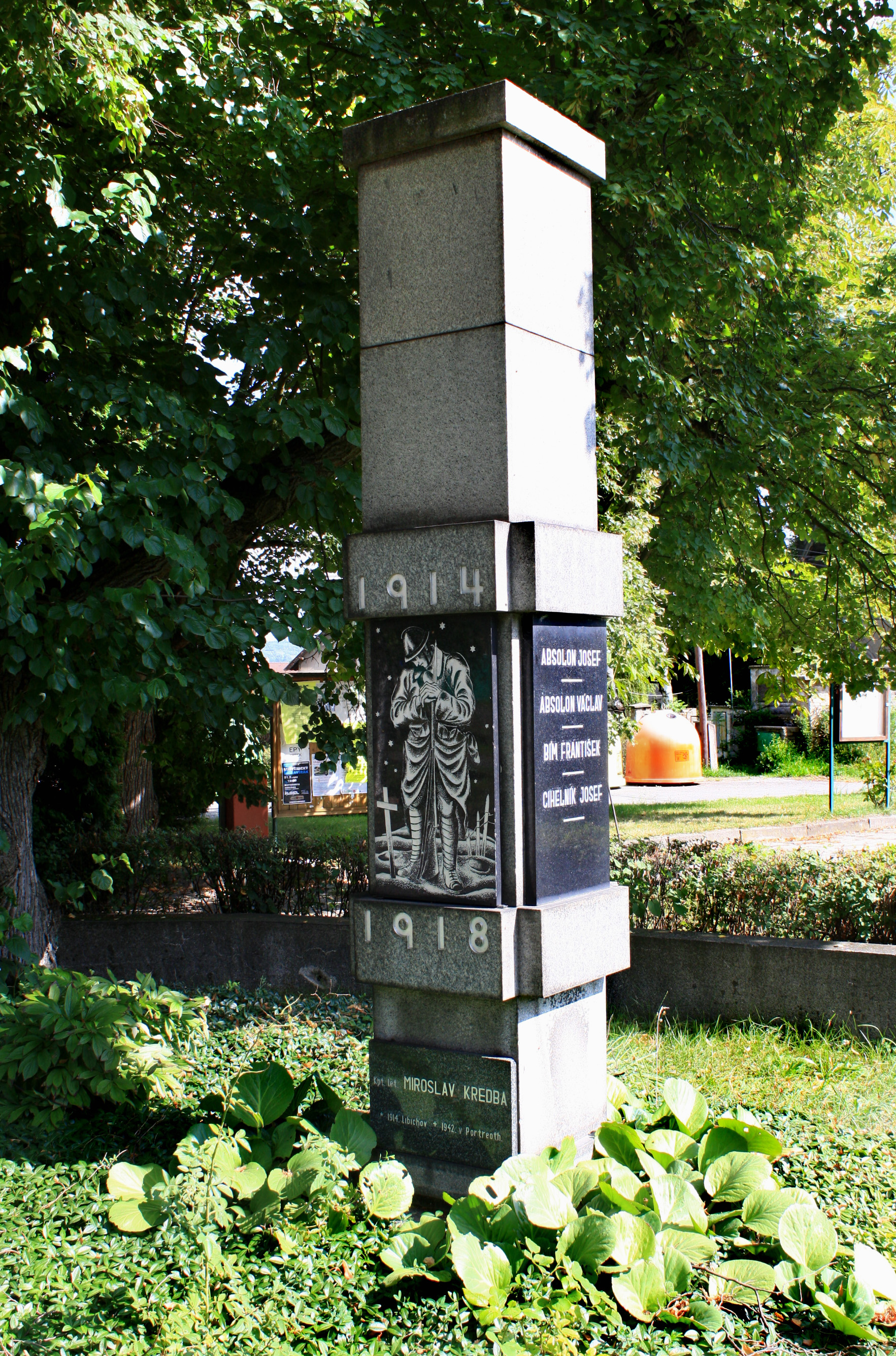
Památník